# Plaza de Toros (Palma de Mallorca)
Plaza de Toros o Coliseo (en catalán Plaça de Toros o Coliseu) es el segundo barrio más grande del Distrito Norte de la ciudad de Palma de Mallorca, Baleares, España.
Pertenece a los barrios céntricos que forman parte del primer anillo del Ensanche y se encuentra entre los barrios de Marqués de la Fuensanta, Los Hostalets, Archiduque, Buenos Aires, Son Oliva, s'Olivera, Son Fortesa y Campo Redondo.
El barrio está vertebrado por la calle comercial Archiduque Luis Salvador que concentra el pequeño comercio y el Paseo de Jacinto Verdaguer, que es la prolongación del céntrico Parque de las Estaciones, como ejes principales que lo cruzan de norte a sur. 
Debe su nombre al Coliseo Balear (la antigua Plaza de Toros) que forma parte del patrimonio histórico de la ciudad y está situado en la Avenida Gaspar Bennàssar del barrio. Alcanzaba en el año 2018 la cifra de 16.103 habitantes.

## Transporte
Plaza de Toros cuenta con numerosas conexiones de autobús urbano, los sistemas ferroviarios y está conectado a la red de carrilbici palmesana (más de 90 km) con una ubicación estratégica que permite el desplazamiento seguro sobre el carrilbici hacia diferentes puntos de la ciudad. Existen varias estaciones del sistema de bicicleta pública, BiciPalma.
| Estación BiciPalma | Ubicación                              |
| ------------------ | -------------------------------------- |
| 21                 | Plaza Alexander Fleming                |
| 19                 | Archiduque Luis Salvador, 96           |
| 15                 | Jacinto Verdaguer esquina Jaume Balmes |
| 77                 | Son Costa/Son Fortesa                  |

- Líneas de autobús urbanos de la EMT:

| Línea | Trayecto                            | Recorrido / Frecuencia                                                                                      |
| ----- | ----------------------------------- | --- |
| 10    | Son Castelló - Sindicato            | Parada 324-Eusebio Estada-Coliseo                                                                           |
| 11    | La Indiotería - Plaza España        | Parada 250-plaza de Alexander Flemming, Parada 251-Archiduque Luis Salvador - Coliseo, Parada 287-Son Oliva |
| 12    | La Garriga - Nuevo Levante          | Parada 363-Alfonso el Magnánimo/Cruz Roja                                                                   |
| 20    | Portopí - Son Espases-              | Parada 363-Alfondo el Magnánimo/Cruz Roja                                                                   |
| 24    | Antigua Prisión - Nuevo Levante-    | Parada 363-Alfonso el Magnánimo/Cruz Roja                                                                   |
| 39    | Son Espases - Palacio de Congresos- | Parada 560-Metro Son Costa/Son Fortesa                                                                      |

- En la parte este de Plaza de Toros, están las paradas de Tren y Metro, Jacinto Verdaguer y Son Costa/Son Fortesa

| Línea | Trayecto                | Recorrido / Frecuencia |
| ----- | ----------------------- | ---------------------- |
| M1    | Metro Universidad (UIB) | Recorrido              |
| M2    | Metro Marrachí          | Recorrido              |
| T1    | Tren Inca               | Recorrido              |
| T2    | Tren La Puebla          | Recorrido              |
| T3    | Tren Manacor            | Recorrido              |

## Equipamientos
El barrio cuenta con dos importantes centros sanitarios: el Hospital de la Cruz Roja] y el Centro de Salud Arquitecto Bennàssar. Además el Casal de barrio Can Alonso en la Calle de Castellarnau, 4 que está gestionado por empresas y entidades que organizan talleres, cursos y actividades de carácter sociocultural, educativo y de ocio para personas a partir de dieciséis años.

## Historia
En un mapa dibujado por Josef de Font en el año 1800 figuran huertas, edificios y caseríos de la zona entre el camino de Valldemosa y el camino de Buñola: Son Orlandis, Torre de Relox, Son Cogulla-da, Son Campos, Son Graduli, Son Puigdorfila, Son Olivera, Son Bruy, Cª de la Miel.
La zona del barrio Plaza de Toros fue parte del ensanche proyectado en 1901, que fue agrandado con el Plan de urbanismo llamado Plan Alomar (1943), y se extiende por las tierras que antiguamente pertenecían a las posesiones de Son Bruy, Can Jaumeu, Sa Punta o Torre den Puigdorfilia y Son Oliva, Son Cugullada. El proceso urbanizador se inició hacia 1928-1932, impulsado por el aristócrata catalán José Castellarnau (1859-1927) y su esposa mallorquina de la alta burguesía, Francisca Fuster Fortesa.
Inicialmente tuvo un carácter residencial, ya que se hicieron algunos chalets. El crecimiento de la población de esta zona hizo que en 1929 se inaugurara una línea de tranvía llamada del Coliseo, que iba de la calle San Miguel en la Plaza de Toros, con una longitud de 1,5 km. Fue sustituida por un servicio de autobús en 1958. 
Antiguamente, esta zona formaba parte de la parroquia de Santiago, de Palma. En 1939, pasó a depender de la nueva parroquia de Santa Catalina Tomás. En 1960 se fundó la parroquia de la Encarnación, con jurisdicción sobre parte del barrio de la Plaza de Toros.
En el barrio han proliferado los centros de enseñanza de carácter privado. En 1952, se creó el Colegio Jesús María, del que son titulares las Hermanas Misioneras de los Sagrados Corazones de Jesús y María. Se encuentra en la calle de Guillem Galmés.
Al final de los años cincuenta surgió el colegio Ramiro de Maeztu. En 1962, este centro pasó a la orden de las Carmelitas, que en 1963 cambiaron el nombre por el de Pío XII. Durante los años sesenta este centro fue pionero de la enseñanza del catalán y durante el final del franquismo organizó actividades culturales de carácter progresista. Desde 1973, este colegio es regentado por la cooperativa Sociedad Colegio Pío XII. En 1995, realizó toda la enseñanza en catalán. 
En 1960 se creó el centro docente Nuestra Señora de la Esperanza, en la calle del Arquitecto Bennàssar.

## Edificios catalogados
Entre los elementos catalogados en la zona destaca poderosamente el Coliseo Balear (antigua Plaza de Toros), que fue proyectado en 1918 por el prestigioso arquitecto Gaspar Bennàssar Moner, y construido en 1929. Estilísticamente se puede encuadrar dentro del eclecticismo propio de los finales de la década de los 20. 
Además existen destacados elementos catalogados del racionalismo arquitectónico de los años treinta y cuarenta, también llamado Estilo internacional o Movimiento moderno:
- Can Alonso, proyectada por José María Monro en 1937 y ampliada posteriormente por Francisco Casas 1941. La construcción fue reformada recientemente dado que se encontraba en un estado de abandono y ruina inminente. Actualmente se utiliza como Casal de Barrio y tiene concedida la cesión de espacio a diferentes entidades.
- Casa de Francisco Salvat, situada en la calle Eusebio Estada. Se trata de una vivienda plurifamiliar que presenta planta baja y dos pisos. Lo más significativo de la construcción es su sencillez y horizontalidad. El autor fue Guillem Muntaner, arquitecto que empleó el lenguaje racionalista a las construcciones que realizó en la zona del ensanche.
- Casa Hermanos Lleonard. Se trata de un chalet rodeado por jardines que consta de planta baja y dos pisos. También se puede adscribir estilísticamente al corriente racionalista de los años 40 y se ha convertido en uno de los pocos chalets originarios que conserva su función residencial temprana.